# Maisons (Aude)
Maisons település Franciaországban, Aude megyében. Lakosainak száma 52 fő (2022. január 1.). Maisons Davejean, Dernacueillette, Montgaillard, Palairac és Tuchan községekkel határos.

## Népesség
A település népességének változása:
| Lakosok száma | 111  | 66   | 61   | 44   | 41   | 41   | 46   | 47   | 47   | 52   |
|               | 1968 | 1982 | 1990 | 2006 | 2013 | 2015 | 2017 | 2019 | 2020 | 2022 |